# مسجد بازار کوچک لنکران
مسجد بازار کوچک لنکران (به لاتین: Kichik Bazar Mosque) یک مسجد در جمهوری آذربایجان است که در لنکران واقع شده‌است. به دستور کابینه وزیران جمهوری آذربایجان به تاریخ ۲ اوت ۲۰۰۱، مسجد تحت حفاظت دولت به عنوان بنای معماری تاریخی و فرهنگی با اهمیت محلی قرار گرفت (شماره ۴۸۰۶).

## ویژگی‌ها
این مسجد در سال ۱۹۰۶ میلادی عمدتاً از آجرهای سرخ‌رنگ پخته، انواع چوب و کاشی و سرامیک ساخته شده است.
نام مسجد برگرفته از موقعیت قرارگیری آن یعنی بازار کوچک (Kiçik Bazar) در مرکز لنکران است.
در سمت چپ مسجد توسط استاد محمدحسن نجار، از اعضای مجموعه ادبی فوجول فوشاه و در سمت راست توسط استاد محمدعلی ساخته شده است. هنگامی که مسجد ساخته شد، مناره‌ای باشکوه در کنار آن وجود داشت که به گلدسته معروف بود. این مناره باشکوه پس از اشغال شهر توسط ارتش شوروی در دهه ۱۹۳۰ میلادی با شعار "مبارزه با دین" ویران شد.
ساختمان مسجد ۲۶ متر درازا و ۱۰ متر پهنا دارد. ضخامت دیوارها ۱ متر است. مناره ۲۴ متری که پس از تخریب مناره اصلی توسط رژیم شوروی ساخته شد، دارای کتیبه تکراری عربی "الله" با آجر سفید است. گنجایش نمازگزاران در این مسجد حدود ۲۵۰ نفر است.

## نگارخانه

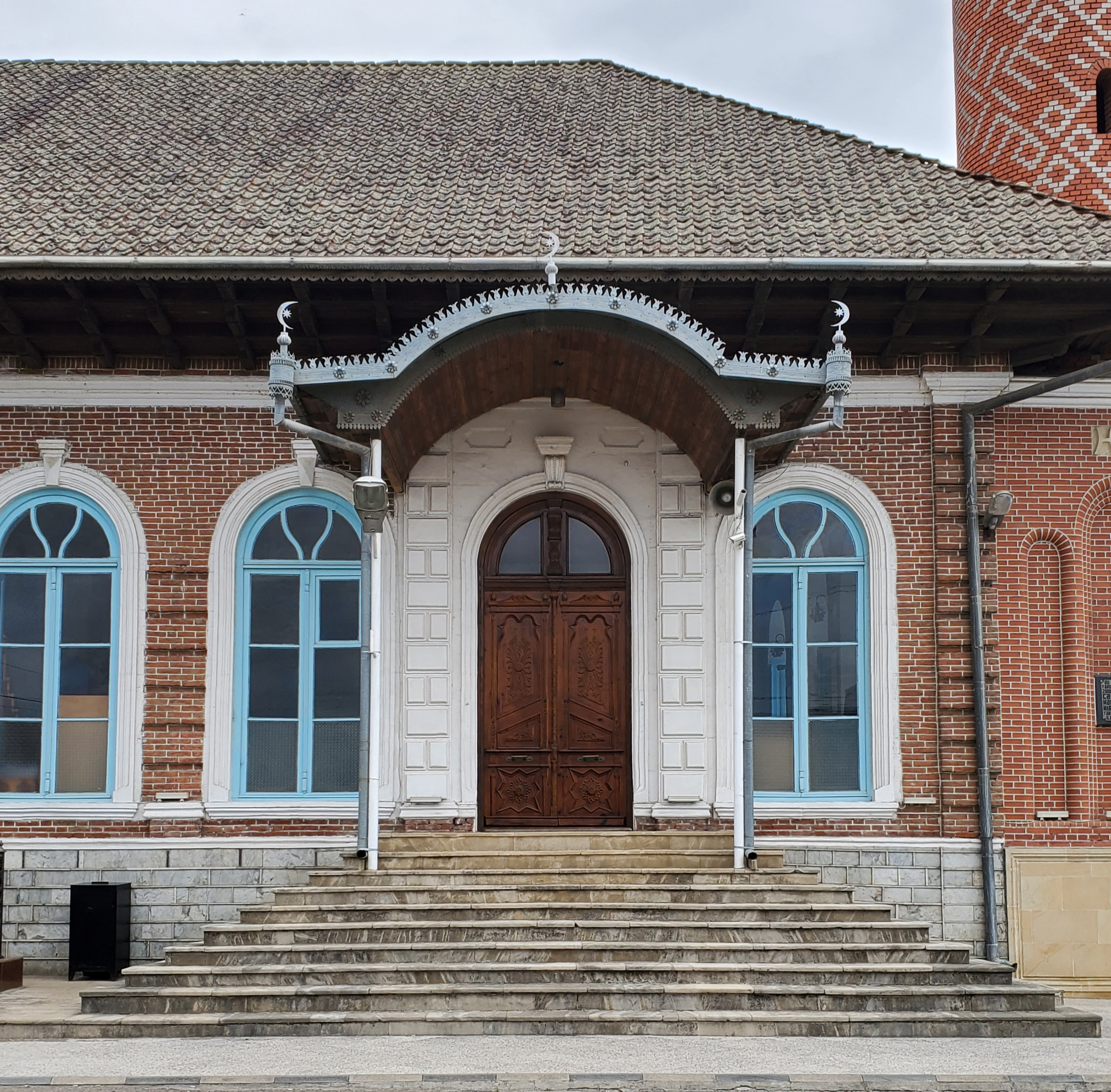
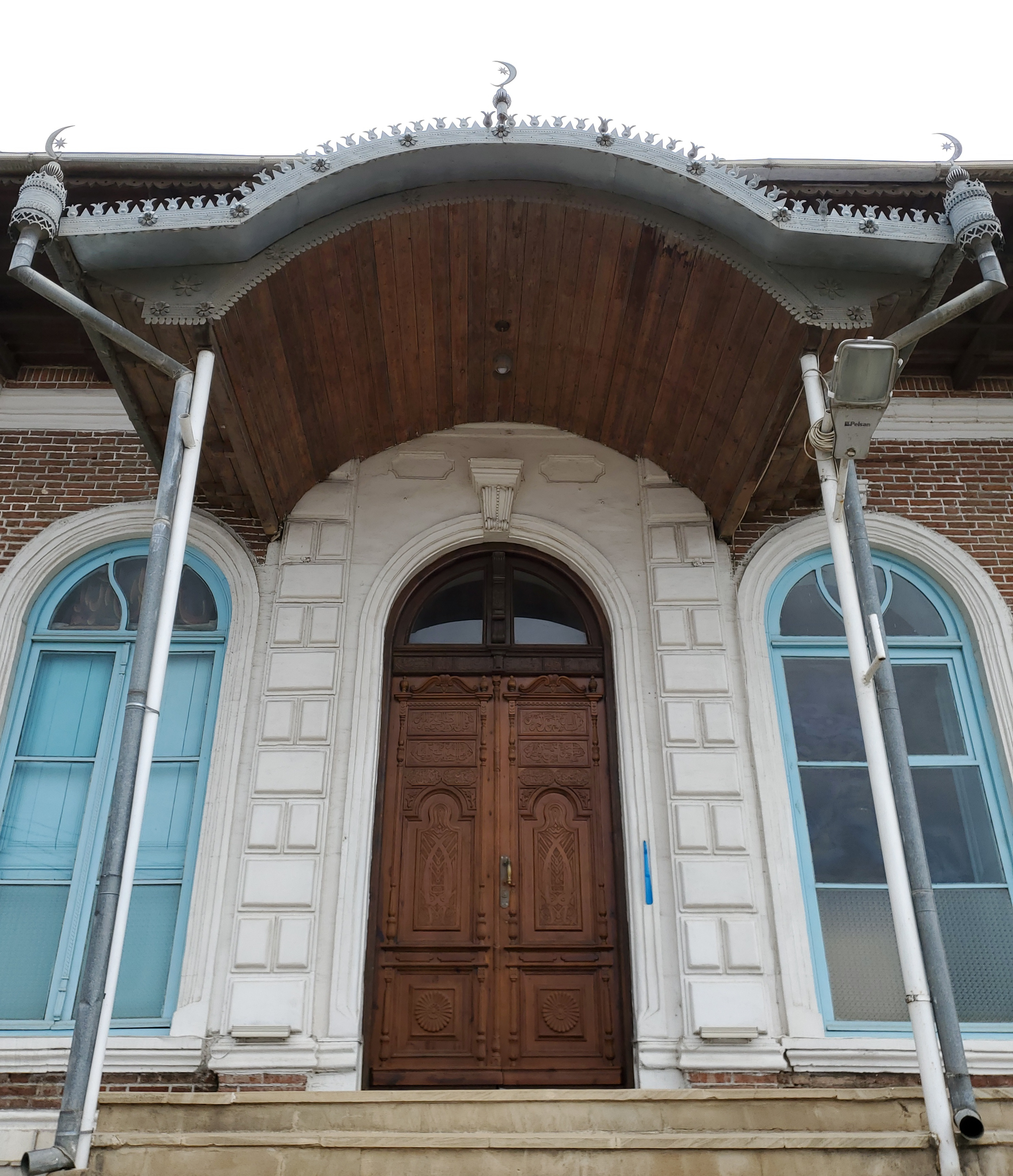
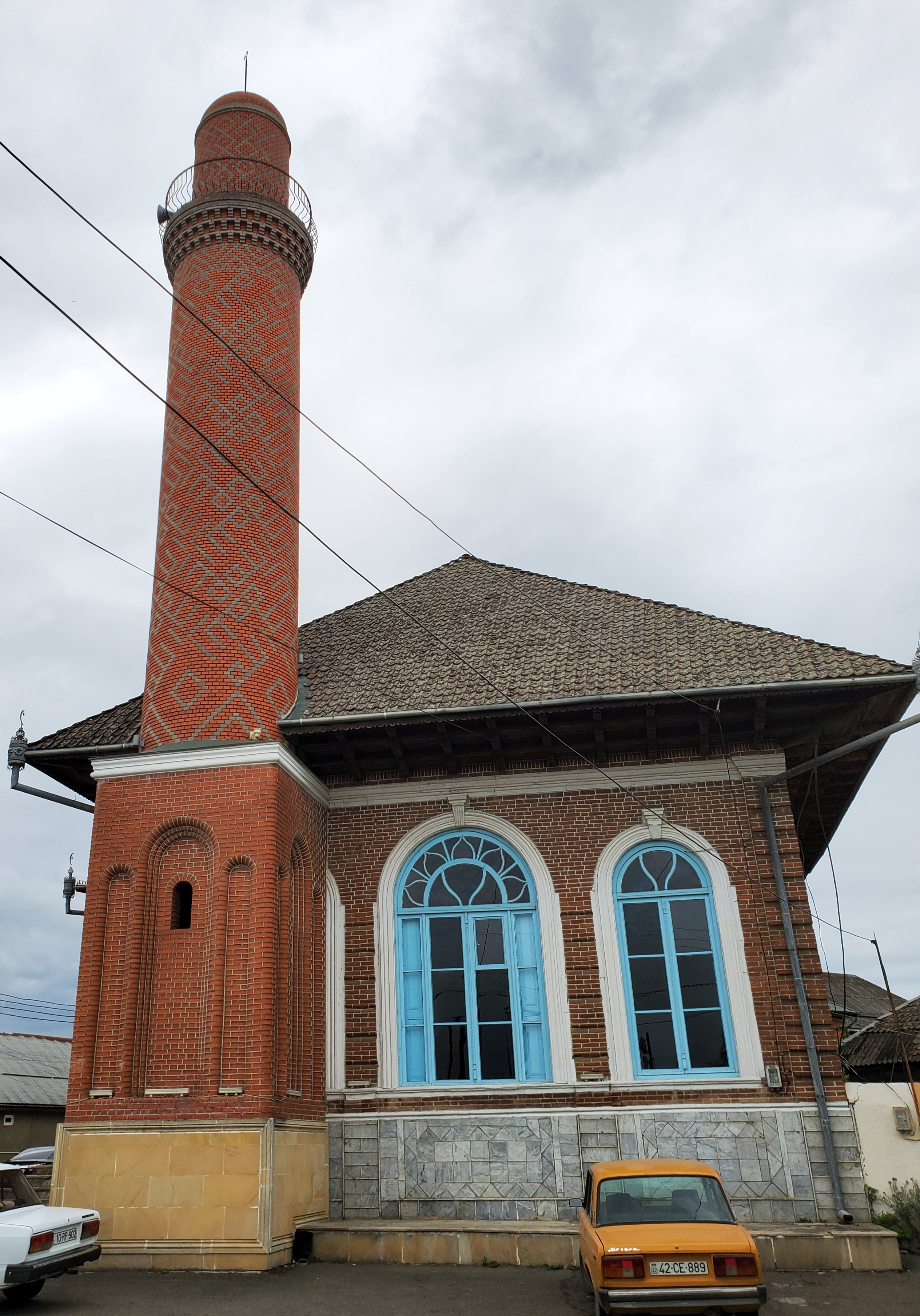
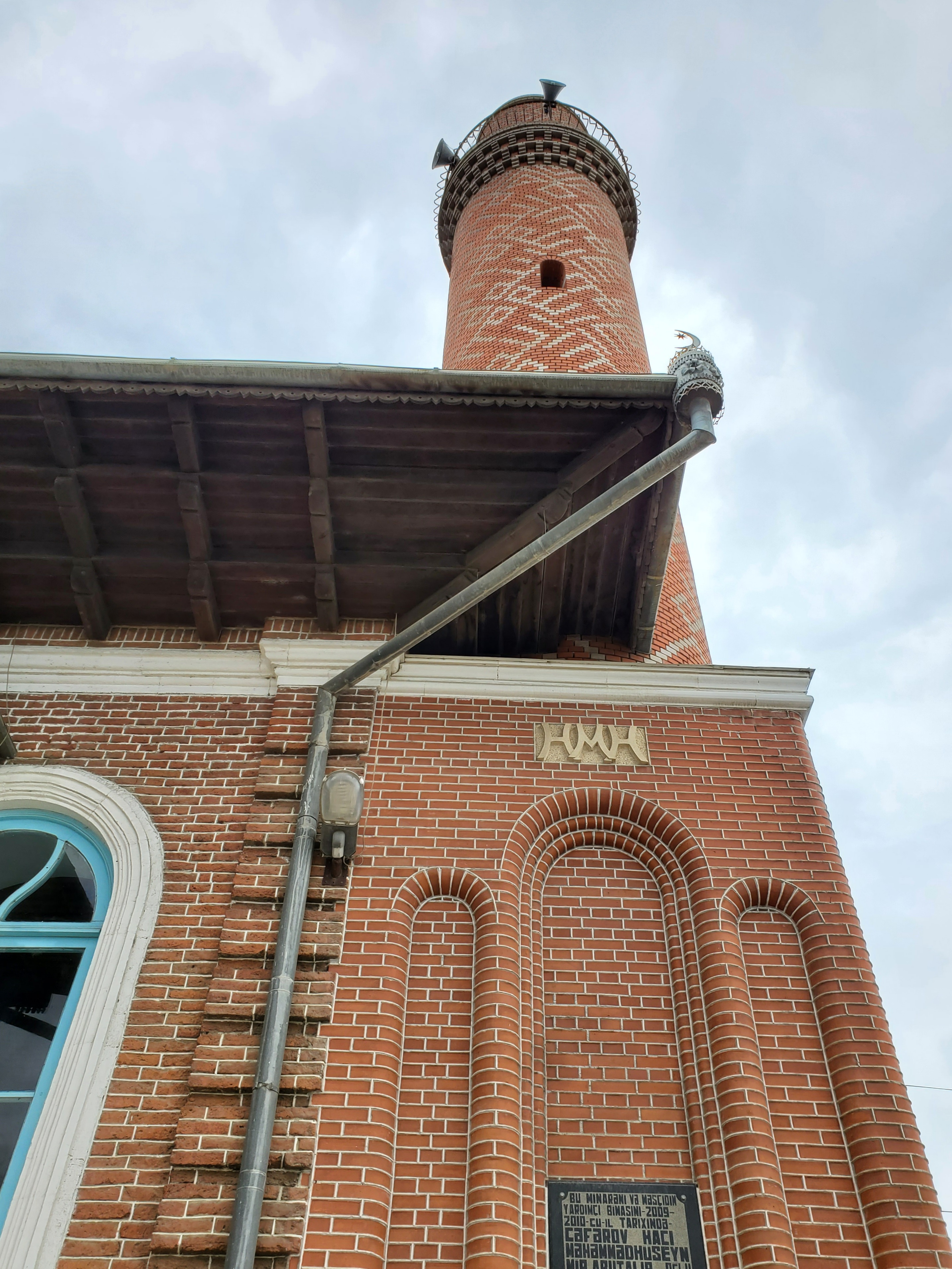
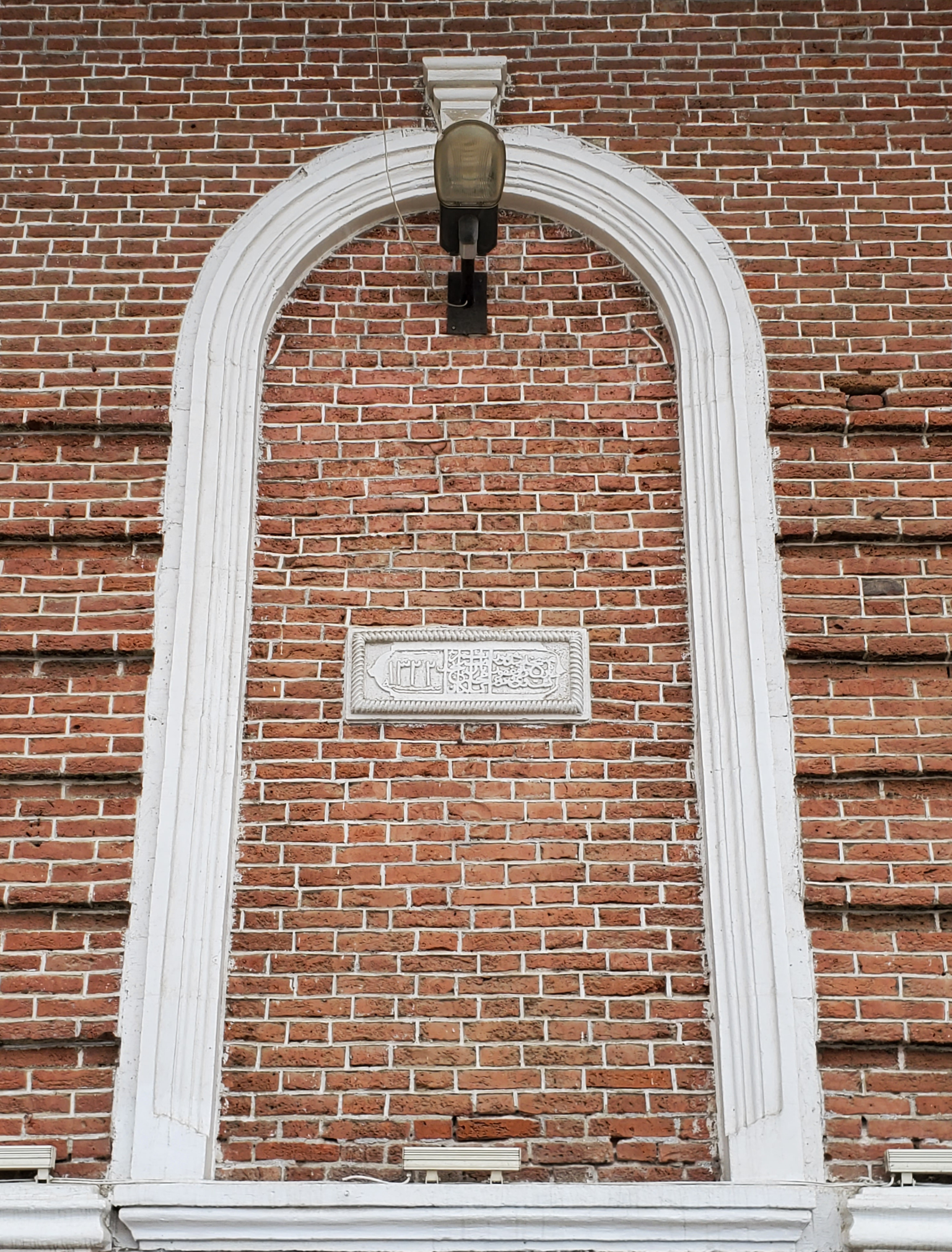
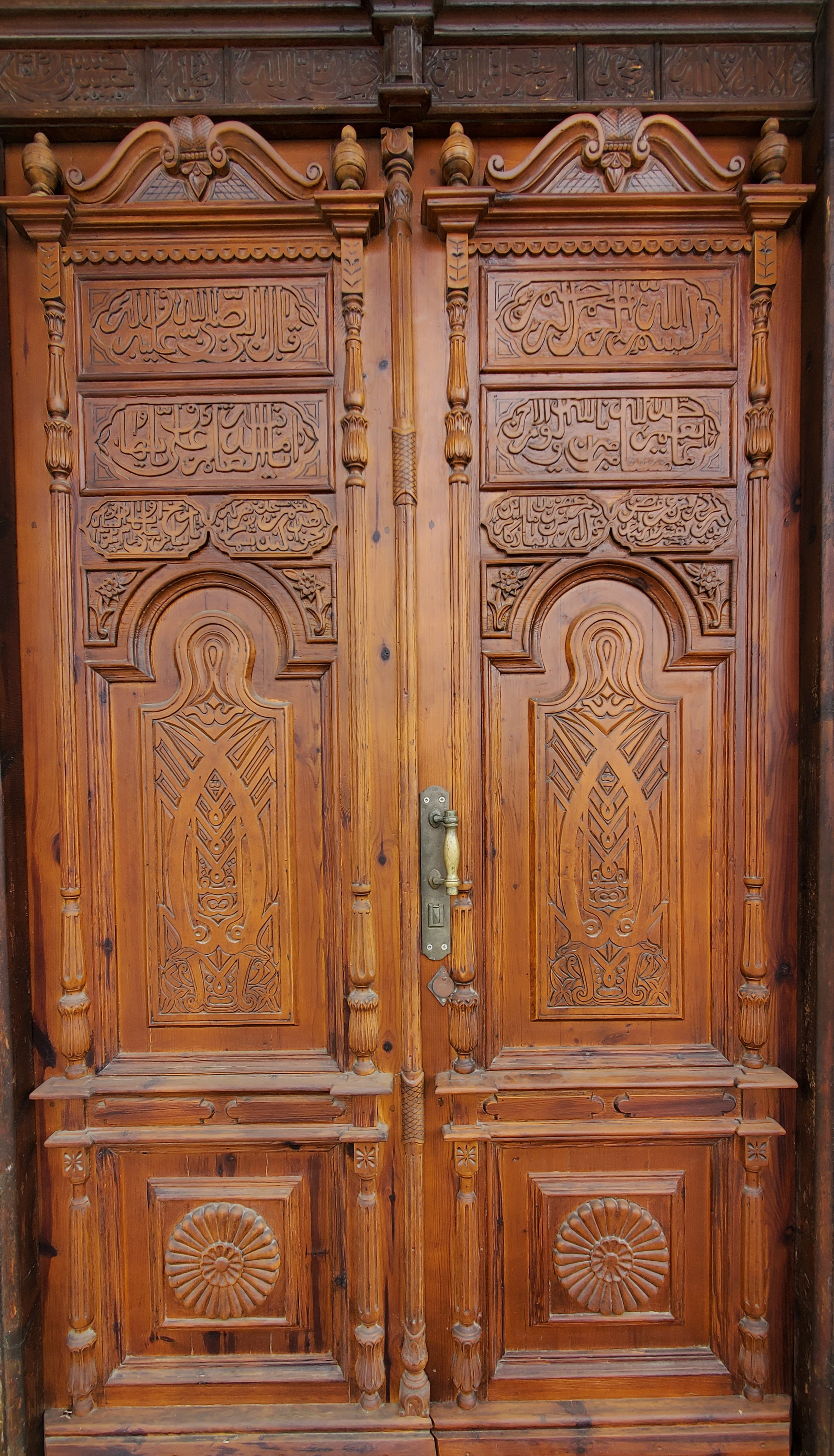
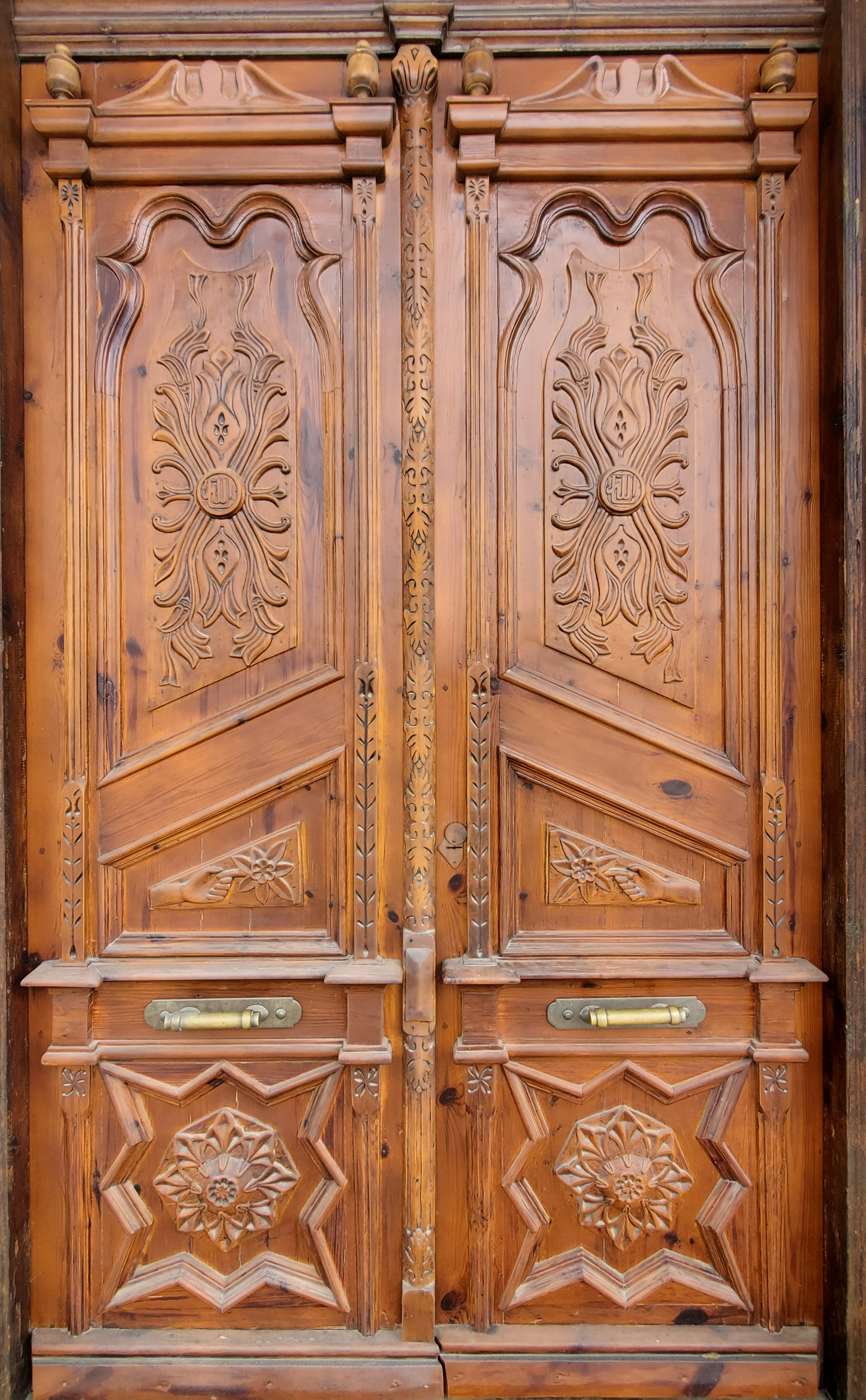